# Sarah Tueting
Sarah Kirsten Tueting (* 26. April 1976 in Winnetka, Illinois) ist eine ehemalige US-amerikanische Eishockeytorhüterin. Tueting war von 1997 bis 2002 Mitglied der Frauen-Eishockeynationalmannschaft der Vereinigten Staaten und wurde mit dieser bei den Olympischen Winterspielen 1998 in Nagano Olympiasiegerin.

## Karriere

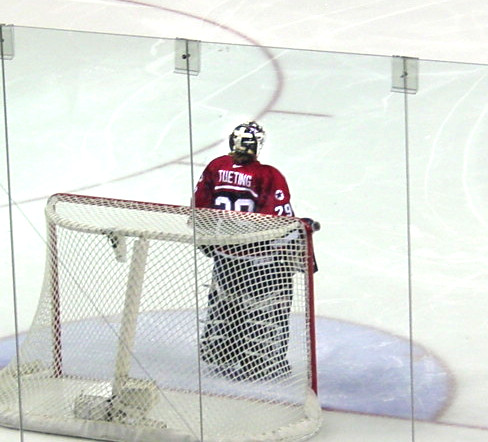
Tueting bei den Olympischen Winterspielen 2002 in Salt Lake City

Tueting zog es nach ihrer Highschool-Zeit an der New Trier High School in ihrer Geburtsstadt zum Schuljahr 1994/95 an das Dartmouth College. Neben ihrem Studium in Neurobiologie spielte die Torfrau an der Universität für das Universitätsteam in der ECAC Hockey. In ihrem ersten Jahr wurde sie zum Rookie of the Year der Ivy League ernannt.
Vor ihrem vierten und letzten Jahr verließ Tueting das College jedoch zunächst für ein Jahr und ließ sich vom US-amerikanischen Eishockeyverband USA Hockey verpflichten. Bereits in den Vorjahren hatte sie im Rahmen der 3 Nations Cup 1996 für die Frauen-Eishockeynationalmannschaft der Vereinigten Staaten debütiert und ein Jahr später bei der Weltmeisterschaft 1997 die Silbermedaille gewonnen. Mit dem US-Verband bereitete sich die Tueting gezielt auf die Olympischen Winterspiele 1998 im japanischen Nagano vor. Gemeinsam mit Sara DeCosta bildete sie dann das US-amerikanische Torhütergespann beim erstmals ausgetragenen Fraueneishockeyturnier im Rahmen der Winterspiele 1998. Dort krönte sie ihre Karriere mit dem Gewinn der Goldmedaille, als Kanada während des Turniers zweimal geschlagen werden konnte. Im Finale, das die US-Amerikanerinnen mit 3:1 gewannen, stand Tueting im Tor des siegreichen Teams.
Die Torhüterin kehrte daraufhin für ein Jahr ans Dartmouth College zurück, war aber zugleich auch für die Frauen-Eishockeynationalmannschaft der Vereinigten Staaten aktiv. So bestritt sie die Weltmeisterschaft 2000 – erneut im Gespann mit DeCosta – und gewann sie die Silbermedaille. Zudem wies sie den geringsten Gegentorschnitt aller Torhüterinnen im Turnier auf. Eine weitere, dritte Silbermedaille ließ sie bei den Welttitelkämpfen 2001 folgen. Bei den Olympischen Winterspielen 2002 im heimischen Salt Lake City absolvierte sie ihre zweiten Winterspiele und kehrte auch von dort mit einer Silbermedaille nach Hause zurück. Abermals hatte sie sich den Torhüterposten mit DeCosta geteilt. Im Anschluss an die Olympischen Spiele beendete Tueting ihre aktive Karriere und arbeitete in der Folge für das Unternehmen Medtronic.

## Erfolge und Auszeichnungen
| - 1997 Silbermedaille bei der Weltmeisterschaft - 1998 Goldmedaille bei den Olympischen Winterspielen - 2000 Silbermedaille bei der Weltmeisterschaft | - 2000 Geringster Gegentorschnitt der Weltmeisterschaft - 2001 Silbermedaille bei der Weltmeisterschaft - 2002 Silbermedaille bei den Olympischen Winterspielen |